# MAN集團
曼恩歐洲股份公司（MAN SE，其前身為MAN AG)，亦可称其为曼恩集团，MAN可译作曼、曼恩、猛狮，这三个字母由公司前身奥格斯堡-纽伦堡机械工厂股份公司（德語：Maschinenfabrik Augsburg Nürnberg）的第一个字母组成，是曾经的一家總部位於德國巴伐利亚州慕尼黑的机械制造公司。曼恩集团是一个工程集团，业务涉及商用车、柴油发动机、涡轮机、汽轮机、印刷机械和其他机械。
曼恩集团曾是德國法蘭克福證券交易所的上市公司、世界500强之一。2021年，它被传拓集团收购，曼恩商用车等子公司均成为传拓的直接子公司，之后曼恩集团已不存在。

## 概况

### 旗下公司
曼恩集团主要下辖三大子公司，每个子公司供应全球各个不同地区市场：
- 曼恩商用车公司（MAN Truck & Bus AG）：总部位于德国慕尼黑的曼恩商用车公司是曼恩集团中最重要的，也是最大的企业，是世界领先的商用车和柴油发动机制造商之一。
  - 工厂分布：德国、奥地利、英国、波兰、土耳其、南非、澳大利亚、埃及
  - 2002年占有西欧商用车市场份额的13.7%，研发资金1.71亿欧元；2004财報：员工约34,000名，年销售额74亿欧元，其中：63,300辆卡车，6,100辆公车
  - 商用车辆：卡车（占集团销售额的61%），售后零部件和服务（18%），客车（14%），发动机和零部件（7%）
    - 卡车产品线从6吨到50吨，涵盖各种用途的轻、中、重型
    - 客车品牌：，尼奧普蘭
    - 发动机领域：德国独家生产慢速二冲程柴油发动机的企业，也生产天然气发动机，开发、生产、销售卡车、公交车、旅游客车和大中型客车底盘及110马力至1400马力的发动机，其中纽伦堡工厂所生产的发动机可用于驱动车辆、船舶和为工业生产提供能量
    - 汽车零部件：轴、分动器、卡车和轿车的车架和底盘冲压件
- 曼恩能源方案：2010年曼恩柴油机公司（英语：MAN Diesel）（MAN Diesel SE）与曼恩透平机械公司（英语：MAN Turbo）（MAN Turbo AG）合并组建为曼恩动力设备公司，曼恩动力设备公司是一家跨国公司，总部设在德国奥格斯堡，生产大口径柴油发动机和涡轮机用于海洋和固定应用，如船舶推进系统，动力装置的应用和涡轮增压器。是全球领先的船用和固定应用大口径柴油机以及透平机械供应商之一。
- 曼恩拉丁美洲公司（MAN Latin America）：前大众卡客車公司，是巴西卡车市场领军者。

### 其他股份
- 伦克公司（RENK AG）（持有76%的股份） 
  - 汽车变速箱，工业变速箱，海洋变速箱，滑动轴承，联轴器
- 中國重汽（香港）（持有25%+1股份）
- Ferrostaal公司（MAN Ferrostaal AG）（持有30%的股份，其餘歸International Petroleum Investment公司)
  - 工业服务：预测，交付，组装，包括钢铁结构

### 其他信息
- MAN集团内还有为集团（康采恩）服务的金融机构。

## 历史

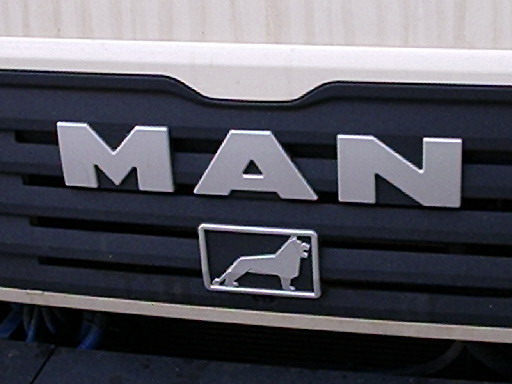
这个标志普遍见于曼恩卡车和巴士的前端。这头狮子的标志来源于Büssing集团，1971年曼恩将其合并，外表看上去与Brunswick市的盾徽相似。

### 成立

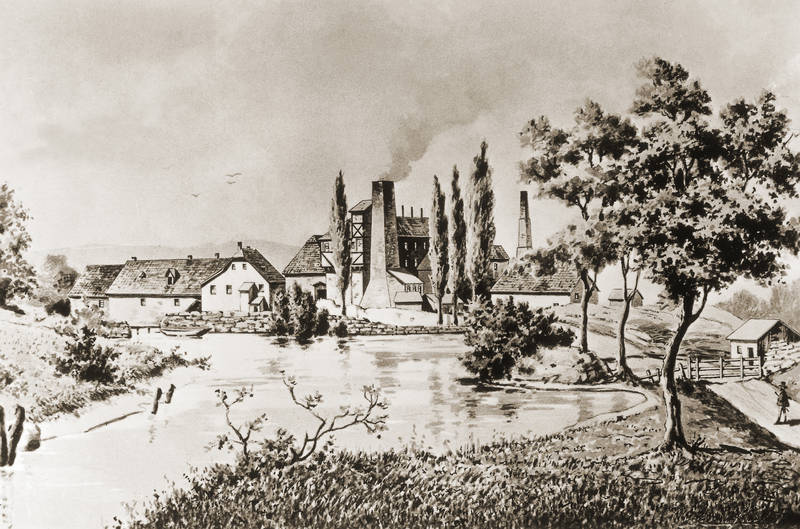
圣·安东尼

曼恩的历史根源可以追溯至1758年，曼恩集团前身“圣安东尼炼铁厂”（St. Antony ironworks）作为第一大重工业企业在德国奥伯豪森开业，地处德国重工业之都鲁尔区。1808年，“圣·安东尼”与其他两家炼铁厂“Gute Hoffnung”和“Neue Essen”合并，名为“铁矿开采和贸易公司（Hüttengewerkschaft und Handlung Jacobi）”，仍位于德国奥伯豪森，之后公司更名为Gute Hoffnungshütte（GHH）。
1840年，德国工程师Ludwig Sander在德国南部的奥格斯堡成立了“Sander'sche Maschinenfabrik（机械制造厂）"，即曼恩集团的雏形。而后曾改名为“"C. Reichenbach'sche Maschinenfabrik（机械制造厂）",这是以印刷机先驱Carl August Reichenbach的名字命名的。最后成为“奥格斯堡机械工厂”。
1898年“纽伦堡机械制造股份公司”（1841年建立）与“奥格斯堡机械工厂股份公司”（1840年建立）合并为“奥格斯堡联合机械工厂和纽伦堡机械制造公司股份公司”。1908年改名为“奥格斯堡-纽伦堡机械工厂股份公司”，简称M.A.N.。
当时，矿石开采和炼铁依然是鲁尔地区生产的主要核心，然而工程机械却成为奥格斯堡和纽伦堡的主导业务分支。在Heinrich von Buz（海因里希·冯·布斯）的领导下，奥格斯堡机械工厂由一个只有400名员工的中型工厂增长发展成为1913年拥有12000名员工的骨干企业。

动力运输和钢结构建筑是这个时期的主要话题。曼恩早期的先辈们负责过许多技术革新项目，对新技术的完全开放是这些早期企业家和工程师的成功的基石。他们在乌珀塔尔市修建了悬轨列车（Wuppertaler Schwebebahn），1857年在慕尼黑建成钢铁桥Großhesseloher Brücke，1893年到1897年建造的铁路钢轨Müngsten。

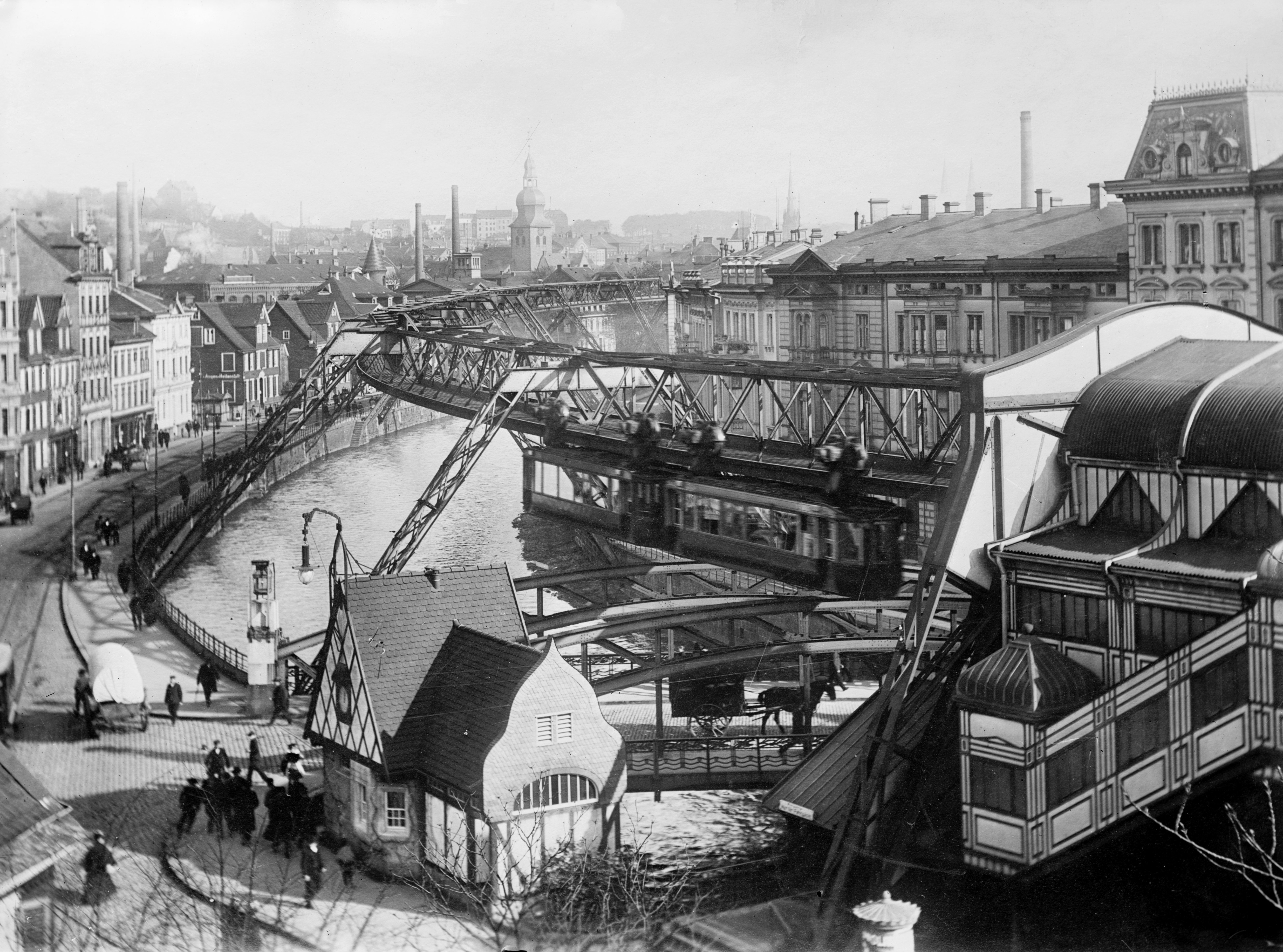
德国乌珀塔尔市的悬轨列车

早期未更名的MAN经历过许多次技术革新，如德国第一台旋转报纸印刷机，第一台制冷机器“林德系统”（1873年），以及参与1893年至1897年柴油发动机的制造。著名工程师鲁道夫·狄塞尔在1897年替奥格斯堡机械工厂制造了世界上第一台功能优异的柴油发动机，后来此類動力系統就被命名为「狄塞尔机」，这项发明可以说是今天商用车诞生的基石。1924年，第一台装置MAN柴油发动机的卡车在柏林汽车展展示，巴伐利亚邮政局购买了大量的此款卡车。
1930年代，MAN用于轮船的柴油发动机授权給美国國內生產，并安装在海軍的舰队潜艇上。在太平洋战争证明了這些發動機容易故障而不受欢迎。
1942年初，在欧洲，利用MAN设计的車体以及德国莱茵金属-博尔西希设计的炮塔制造和部署了豹式戰車。德国在第二次世界大战中便使用了该坦克。

### 战后
二次大战后，M.A.N. GHH失去了所有在国外的经营活动，并且在战争中损失惨重。盟军部队控制了所有GHH公司，分割公司，把钢铁生产设施分给独立的个体所有。因此，公司将重点转向德国的南方工厂和商业车辆。这个过程一直支持战略性收购和处置，最重要的是接管商用车制造商Büssing（1971年）、德意志造船厂（1966年/67年）的股份处置，和收购印刷机械制造商Faber&Schleicher，以及将其融合到曼罗兰股份公司（1979年）。
1971年，奥地利Gräf & Stift与奥地利ÖAF合并为ÖAF-Gräf & Stift AG，并于同年被MAN完全接管。
1972年，在德国巴伐利亚州纽伦堡的姊妹城市埃尔朗根的一条900米长的环行试验线路上，MAN制造了磁浮“埃尔朗根试验车01号”（EET-01）。
1986年，GHH并入MAN集团并将总部设在慕尼黑，新的公司名为MAN AG。
1991年，MAN集团接管奥地利维也纳的卡车制造商——斯太尔卡车商用车股份公司（原斯太尔-戴姆勒-普赫股份公司），同时在土耳其和印度分别有卡车建筑工程MAN-A.S和Shakti-MAN。
1999年底，Star Trucks Sp. z o.o.被MAN集团接管。2003年8月1日，MAN Star Trucks Sp. z o.o.与MAN Bus Poland Sp. z o.o.合并为MAN Star Trucks & Busses Sp. z o.o.。2009年1月9日，MAN Star Trucks & Busses Sp. z o.o.从名字中淘汰“Star”，现在被称为MAN Bus Sp. z o.o.。
2000年，ERF成为MAN集团的一部分，2007年，MAN集团对ERF做停产处理。
2001年，MAN集团收购世界知名豪华大客车制造商，德国尼奥普兰。
2006年9月18日，MAN集团以103亿欧元收购斯堪尼亚公司（Scania AB）—瑞典领先的卡车和巴士制造公司。猛獅集团购买了斯堪尼亚公司]15.6％的具有表决权的股份。大众汽车集团—斯堪尼亚的最大股东，从原先拥有猛獅的20%的股份到29%的股份。大众汽車擁有斯堪尼亚的大多数股权和超过51%的股份。人们普遍认为这两个卡车制造商将合并，将接手大众汽車的巴西重型卡车业务。
最近的一次采访中，大众汽车公司首席执行官马丁·温特科恩说：大众汽車目前没有计划尝试合并斯堪尼亚公司和MAN，但他也没有排除猛獅收购大众汽车的巴西重型卡车的可能性。
至2009年，大众汽車的卡车和客车已经属于猛獅集团的一部分了。也有人推测，大众汽车公司最初打算在2008年年底收购猛獅的卡车和客车，但这并没有得到官方证实，目前也没有任何行动表明大众公司在试图占有猛獅的股份或购买猛獅的商用汽车。
在2008年，猛獅的250周年庆典，猛獅集团在慕尼黑举行盛大典礼，并在慕尼黑的德国博物馆、奥格斯堡的企业博物馆和Rheinisches Industriemuseum举办展览。其中令人注目的莫过于6月的“老车护送队”。汽车行驶过一条经典航线——从慕尼黑穿越纽伦堡到达奥格斯堡。
2009年5月19日猛獅集团圆满地完成了从德国股份公司（MAN AG）转变为一家歐洲股份公司，称之为MAN SE（Societas Europaea）。
2011年7月，MAN集团被德国大众集团收购。
從 2019 年 1 月起，由 MAN Energy Solutions（前身為 MAN Diesel & Turbo）和 MAN SE 持有的 RENK AG 76% 股權組成的 MAN Power Engineering部門被出售給大眾汽車集團（Volkswagen Group），MAN SE 成為商用車部門的控股公司， MAN Truck & Bus 和 MAN Latin America 由大眾汽車的子公司 Traton SE 負責。
2019年6月27日大眾集團以每股27歐元（30.45美元）的價格分拆旗下重型卡車部門Traton SE在法蘭克福證券交易所和斯德哥爾摩證券交易所兩地上市，大眾集團将出售11.5%股份集資15.5億歐元(18億美元)，Traton SE擁有MAN集團和Scania汽車和大眾卡車業務，並持有擁有納威司達16.6%股權，及持有中國重汽的25%股份，2018年收入为259億歐元，稅前利潤為17億歐元。
2020年2月，传拓集团宣布有意將MAN SE與Traton合併，以簡化後者的整體架構。合併後，MAN Truck & Bus、Scania AB 和Volkswagen Caminhões e Ônibus 將成為Traton 的全資直接子公司。

## 各地概況

### 中國大陆

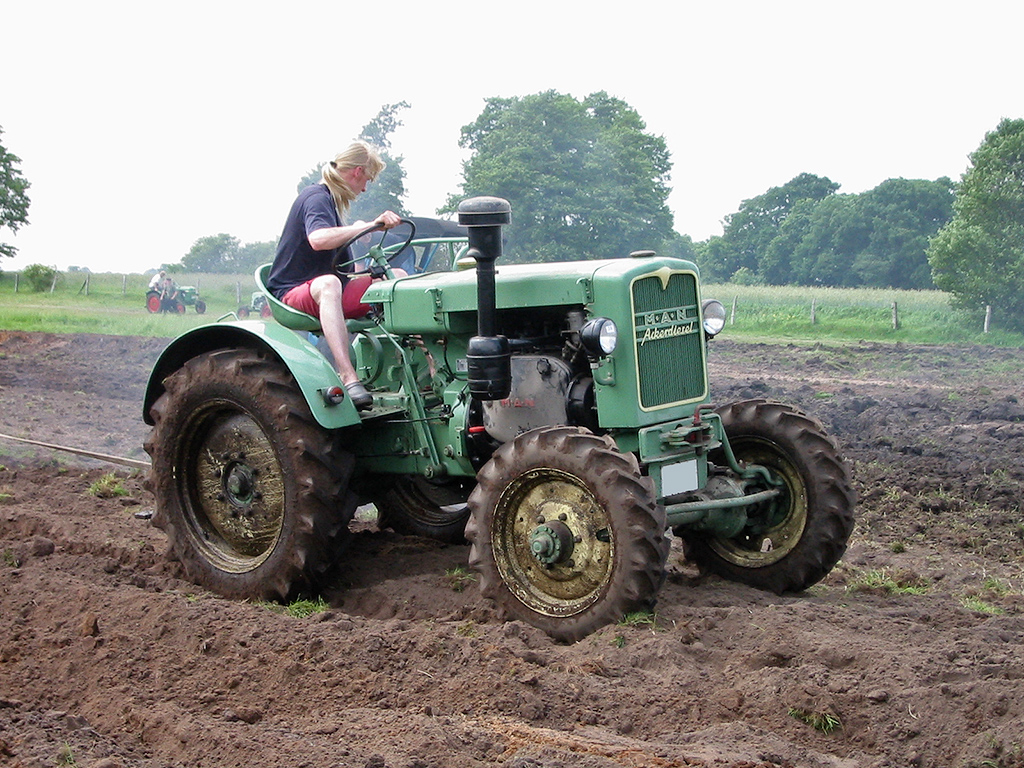
猛獅农用柴油机

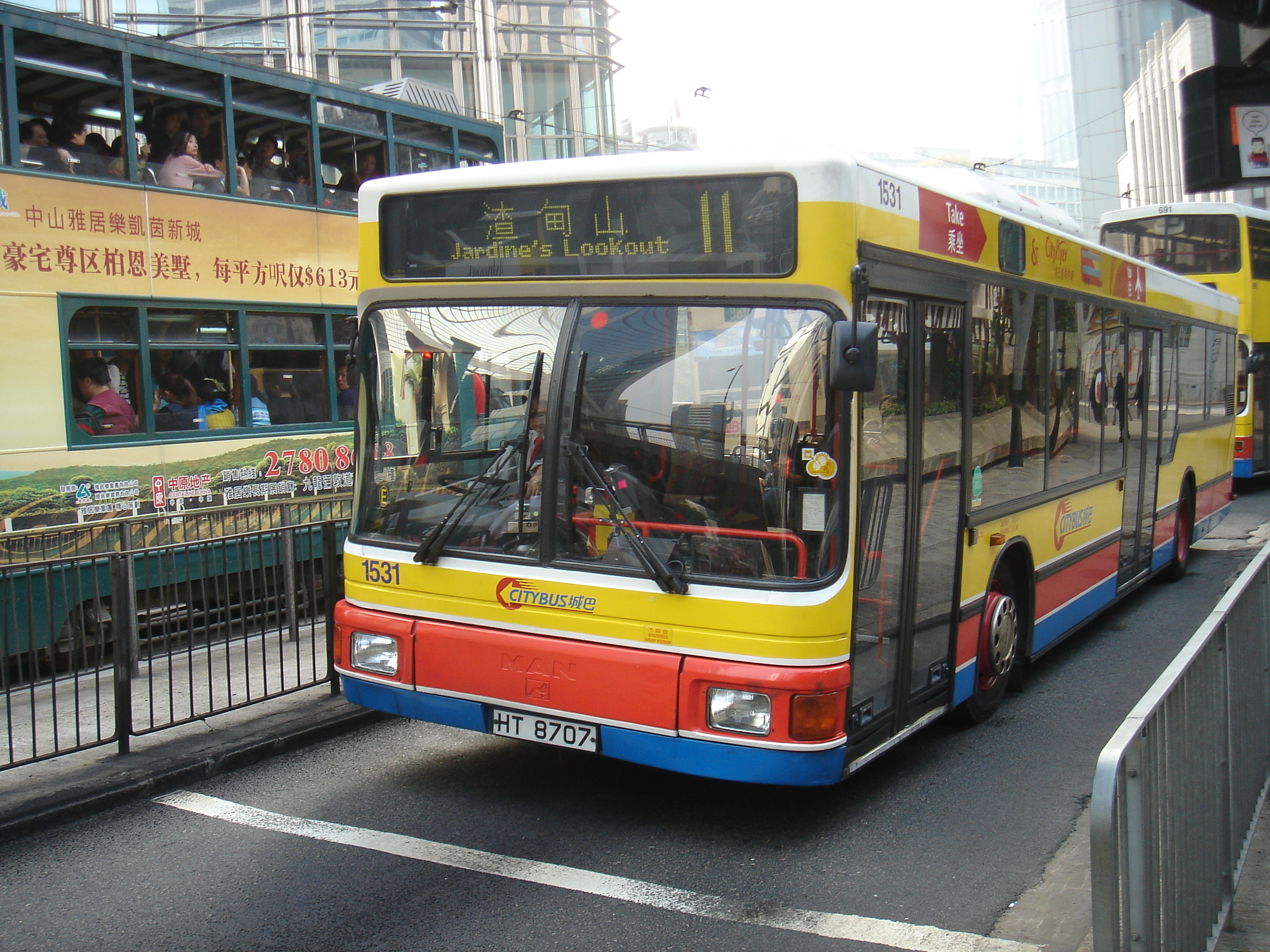
猛獅NL262公交车

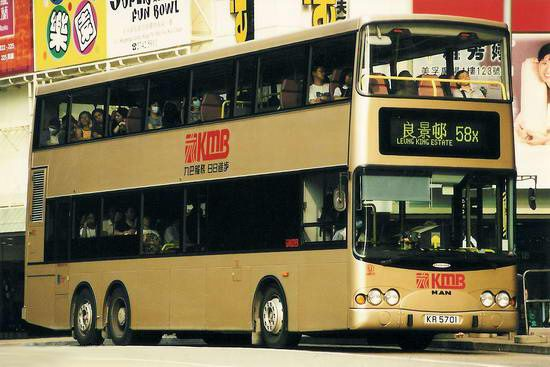
猛獅24.310双层公交车

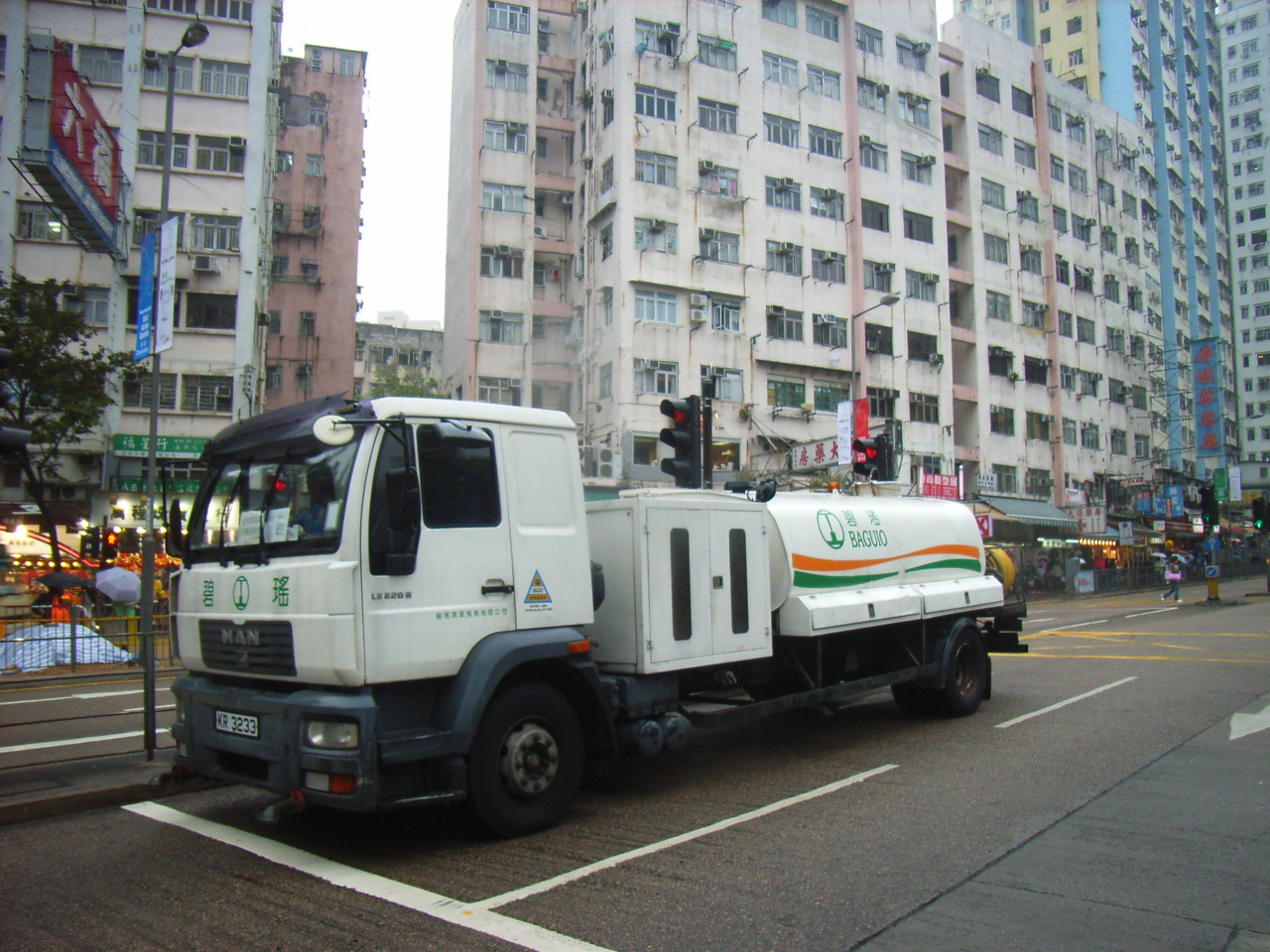
猛獅LE 200洗街車

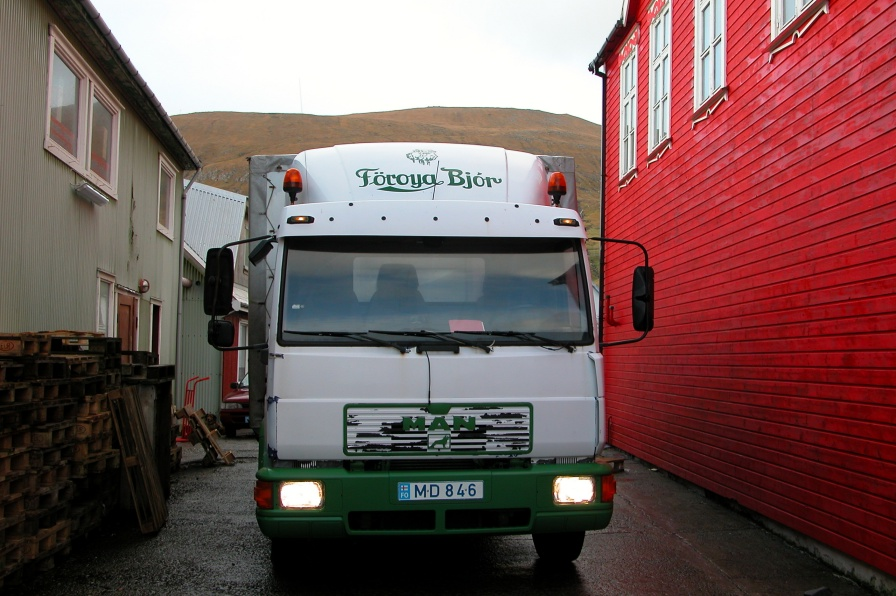
Vágur运输Föroya啤酒MAN卡车

- MAN集团的产品在1940年代即进入中国的货运、消防、石油钻探、客运、公路养护市场。
- MAN集团目前在中国的合作或合资伙伴：
  - 丹东黄海客车
  - 郑州宇通客车
  - 厦门金龙客车（大金龙）
  - 金華青年汽車（已倒闭）
  - 陕汽集团
  - 重庆红岩
  - 上汽集团
  - 中國重汽集团
  - 中國中車

- 1983年，MAN集团旗下的斯太尔商用车股份公司与中国重型汽车联营公司签订技术许可协议，将斯太尔91引入中国[3][4]。斯太尔卡车在中国几乎就是重型卡车的代名词。
- 1986年，尼奥普兰客车通过北方车辆集团有限公司引进其客车技术而进入中国。
- 1997年，曼恩商用车公司中国代表处在北京成立。
- 2000年，金华青年汽车集团与MAN合作成立金华尼奥普兰车辆有限公司，并引进德国尼奥普兰公司先进的客车生产技术。
- 2002年1月18日，MAN和中国最大的客车厂家宇通在郑州合资组建了猛狮客车有限公司，双方各占50%的股份。2009年2月，MAN将50%的猛狮股权以1欧元的价格转让给郑州宇通集团。
- 2003年9月，陕西重型汽车有限公司全面引进MANF2000重卡技术，开发出德龙F2000系列重型卡车。
- 2004年5月18日，陕西重型汽车有限公司与MAN扩大合作协议在北京钓鱼台国宾馆签署。
- 2004年8月24日，MAN商用车股份公司在北京注册成立资本金100万欧元的MAN商用车企业管理（北京）有限公司。
- 2004年8月25日，带有MAN品牌的豪华重型卡车F2000在浙江金华青年尼奥普兰集团的生产线上正式投入批量生产。
- 2004年11月5日，广州宝龙汽车与MAN合伙打造的挂有MAN品牌的豪华旅游客车隆重亮相。
- 2005年1月19日，两辆MANVIP商务车在金华尼奥普兰车辆有限公司下线。
- 2009年，MAN集团收购中国重汽集团（CNHTC）旗下中國重汽 (香港)（Sinotruk）25%加一股权，双方展开长期战略性合作。

### 香港
1987年大昌行集團合德汽車成為MAN全線商用車系香港及澳門的總代理，為配合業務發展，更代理德國Neoplan、荷蘭Berkhof、葡萄牙Alfredo Caetano、馬來西亞MTrans及Gemilang、中國YOUNGMAN（青年汽車）。
MAN在香港的譯名為「德國猛獅」。

### 臺灣
德曼汽車為MAN集團重型卡車、巴士在臺灣的總代理。
http://www.arcman.com.tw/ （页面存档备份，存于）

## 主要竞争对手
- 瑞典沃尔沃
- 瑞典斯堪尼亚
- 意大利依維柯
- 德国梅赛德斯-奔驰
- 法國雷諾卡車
- 荷蘭DAF